# 中国税务学会
中国税务学会是中华人民共和国税收研究工作者组成的全国性社会团体，由国家税务总局主管，1984年12月成立。